# Makaói nemzetközi repülőtér
A Makaói nemzetközi repülőtér (kínaiul: 澳門國際機場; pinjin: Aomen Guoji Jichang; népszerű magyar: Aomen Kuocsi Csicsang portugálul: Aeroporto Internacional de Macau) (IATA: MFM, ICAO: VMMC) Makaó különleges közigazgatási terület nemzetközi repülőtere, mely Taipa szigetének keleti részén, illetve a part mentén létesített mesterséges szigeten található. A repülőtér 1995 novemberében nyitotta meg kapuit, azóta pedig a Kína és Tajvan közötti utasforgalom egyik fontos állomásává nőtte ki magát. Emellett sok járat indul Kína belső területei és Délkelet-Ázsia nagyvárosai felé is. 2012-ben a reptéren 4 491 065 utas és 27 794 tonna áru fordult meg.
Hongkonghoz hasonlóan Makaónak is saját bevándorlási törvényei vannak, és a szárazföldi Kínától különálló vámterületet képez, így minden nemzetközi járattal érkező utas (köztük a kínaiak és a hongkongiak is) vám- és bevándorlási vizsgálaton esik át.

## Általános adatok
A repülőtér fő épületei Taipán, a kifutópálya a sziget partjától keletre fekszik, 3420 m hosszú, és betonból készült.
A repülőteret a makaói kormány által megbízott Makaói Nemzetközi Repülőtér Társaság (Sociedade do Aeroporto Internacional de Macau S.A.R.L.) üzemelteti. Ugyanez a vállalat felelt a reptér építéséért is. 2001-ben a kormány jóváhagyta társaság azon kérvényét, hogy 2039-ig üzemeltethesse a létesítményt.

## Futópályák
A repülőtér futópályái:
- 16/34 (3360 m, 45 m, beton)

## Forgalom
Az utasforgalom az elmúlt években az alábbi módon változott:
| Utasok száma | 4 491 065 | 5 027 059 | 5 481 441 | 5 831 459 | 599 185 |
|              | 2012      | 2013      | 2014      | 2015      | 2022    |

## Története
A reptér 1995 novemberében, az akkori portugál fennhatóság ideje alatt nyitotta meg kapuit az utazók előtt. A repülőtér építését hosszas diplomáciai egyeztetés előzte meg. Megépítésében Portugália a jövendőbeli különleges igazgatású terület autonómiájának biztosítását látta. Ezzel szemben Kína a jövőbeli működés költségei miatt aggódott. A kínai diplomáciát nagyban befolyásolta a szomszédos Csuhaj (Zhuhai) városának lobbija, mely saját repülőterének igyekezett nemzetközi státust szerezni. Végül a két fél egyezségre jutott, és a Makaói Nemzetközi Repülőtér Társaság zöld utat kapott az építéshez.
Azelőtt Makaó két ideiglenes, kis repülőknek fenntartott légikikötővel rendelkezett. Ezek mellett több állandó helikopter-leszállóhely is működött. Az 1940-es évek végén a Cathay Pacific légitársaság hidroplán járatokat üzemeltetett Hongkong és Makaó között. Az 1990-es években csak az East Asia Airlines hongkongi helikopter járatai biztosították a légi közlekedést.
Korábbi létesítmények Makaón:
- Portugál Haditengerészeti Légierő hidroplán bázisa Taipa szigetén (1927-1933 és 1937-1940 között)
- Portugál Haditengerészeti Légierő hidroplán bázisa a szárazföldi rész délkeleti részén, a külső kikötőben (1940-1942 között)
- Ideiglenes leszállópálya Coloane szigetén

## Létesítményei
A repülőtér kifutópályája egy mesterséges szigeten létesült Taipa mellett. Utóbbin található a fő terminál és az irányítótorony is. A kifutópályát két töltésút köti össze a főbb létesítményekkel. A pályán Category II-es műszeres leszállító rendszer (ILS) működik, ami a pilóták számára a leszállópálya helyes megközelítésében és a pontos leszállásban nyújt segítséget.
A repülőteret évi 6 millió utas befogadására tervezték, így akár 2000 utast is ki tud szolgálni egy óra alatt. A reptéren éjszakai forgalmi tilalom nincs érvényben, így egész nap fogadhatja a járatokat, melyek számára 24 parkolóhely, 4 jetway és 10 beszállókapu áll rendelkezésre.
Kis alapterülete ellenére a létesítmény Boeing 747-es és Antonov 124-es gépeket is képes fogadni, ami a külföldi áruk behozatalában játszik fontos szerepet.
A reptér utasellátó létesítménye naponta akár 10 000 adag ételt tud előállítani.
A navigációs- és kommunikációs berendezések a kifutó két végén találhatóak.
Tájfunok idején a repülőteret bezárják.

## Reptéri tűzoltóság
A makaói repülőtér egy többfunkciós mentő- és tűzoltóhajóval (Flor de Lotus) rendelkezik. A hajó két tűzoltó fecskendővel és kiegészítő mentőcsónakokkal rendelkezik.
A létesítmény területén két tűzoltóság és elsősegély-állomás található, az egységek pedig 1 Oshkosh TI 3000-es és 5 Rosenbauer Panther RBM 36.705 6x6 ARFF típusú tűzoltóautóval vannak felszerelve.

## Forgalma
2012-ben a repteret 41 997 járat érintette, ami 4 491 065 utast jelent, ami 11%-os növekedés az egy évvel korábbihoz képest. Ugyancsak növekvőben volt a kereskedelmi és magán jellegű charter járatok forgalma. Míg 2011-ben 1010, addig 2012-ben 1209 chartergép vette igénybe a makaói repteret.
Ugyanebben az évben 27 794 tonna áru fordult meg a repülőtéren, ami 29,7%-os csökkenés a 2011-es áruforgalomhoz viszonyítva.

### Légitársaságok és úti célok

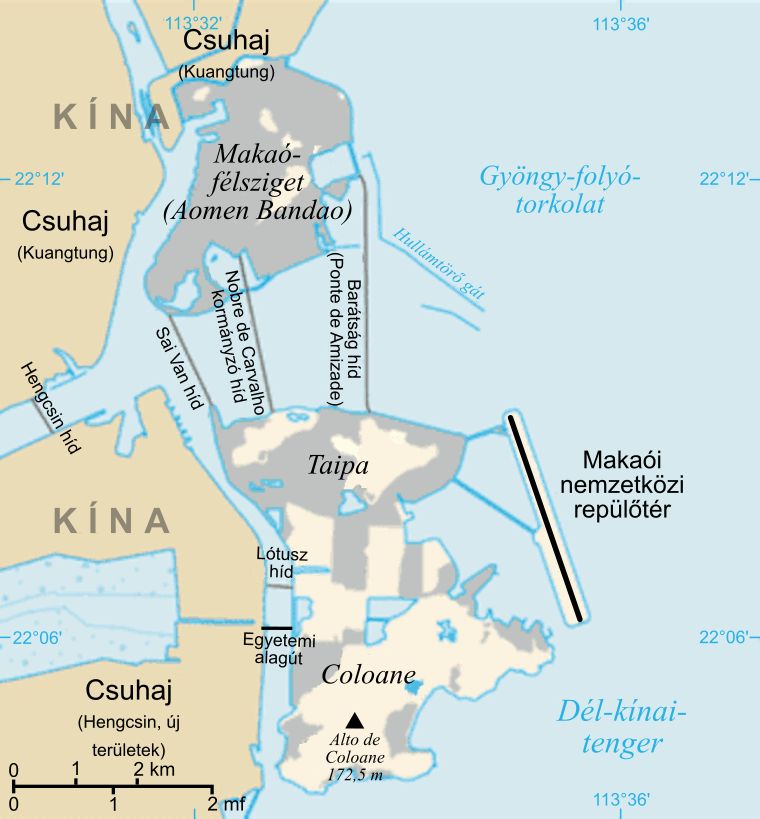
A repülőtér (jobbra) elhelyezkedése Makaón belül

A makaói légikikötő az Air Macau bázisrepülőtere. A legtöbb járattal rendelkező makaói légitársaság mellett több kínai, Fülöp-szigeteki, dél-koreai, malajziai, tajvani, vietnámi, szingapúri és thaiföldi légitársaság is jelen van, járataikkal pedig az adott országok, illetve Japán nagyvárosaiba lehet eljutni.
1996 és 1998 között a TAP Portugal is indított a Lisszabon-Makaói vonalon járatokat.
2010-es megszűnéséig a reptér a Viva Macau légitársaság bázisrepülőtereként is szolgált.
| Légitársaság           | Célállomások |
| ---------------------- | --- |
| AirAsia                | Kuala Lumpur |
| AirAsia Zest           | Manila |
| Air Busan              | Busan |
| Air China              | Vuhan (Wuhan) |
| Air Macau              | Bangkok-Szuvarnabhumi, Peking (Beijing), Csangsa (Changsha), Csengdu (Chengdu), Csungking (Chongqing), Đà Nẵng, Hangcsou (Hangzhou), Hofej (Hefei), Kaohsziung (Kaohsiung), Nanking (Nanjing), Nanning, Ningpo (Ningbo), Ószaka-Kanszai, Csüancsou (Quanzhou), Sanghaj-Hungcsiao (Shanghai-Hongqiao), Sanghaj-Putung (Shanghai-Pudong), Senjang (Shenyang), Szöul-Incshon, Tajjüan (Taiyuan), Tajpej-Taojüan (Taipei-Taoyuan), Tokió-Narita, Vencsou (Wenzhou), Hsziamen (Xiamen), Csengcsou (Zhengzhou) |
| Cebu Pacific           | Clark, Manila |
| China Eastern Airlines | Kunming, Sanghaj-Putung (Shanghai-Pudong) |
| Eastar Jet             | Charter : Csedzsu |
| EVA Air                | Tajpej-Taojüan (Taipei-Taoyuan), Kaohsziung (Kaohsiung), Tajcsung (Taichung) |
| Jin Air                | Szöul-Incshon |
| Juneyao Airlines       | Sanghaj-Putung (Shanghai-Pudong) |
| Mandarin Airlines      | Tajcsung (Taichung) (2014. február 11-ig) |
| Philippine Airlines    | Manila |
| Spring Airlines        | Sanghaj-Putung (Shanghai-Pudong) |
| Thai AirAsia           | Bangkok-Don Müang, Csiangmaj |
| Thai Smile             | Bangkok-Szuvarnabhumi, Phuket |
| Tigerair               | Szingapúr |
| TransAsia Airways      | Kaohsziung (Kaohsiung), Tajcsung (Taichung), Tajpej-Taojüan (Taipei-Taoyuan) |
| Vietnam Airlines       | Đà Nẵng |
| Xiamen Airlines        | Fucsou (Fuzhou), Hangcsou (Hangzhou), Csüancsou (Quanzhou), Hsziamen (Xiamen) |

### Más bérlők
- Makaói Vámszolgálat
- Makaói Bevándorlási Hivatal
- Makaói Kereskedelmi Repülés Központja (Macau Business Aviation Centre)
- Golden Crown China Hotel - a reptér fő termináljával átellenben

Ezek mellett néhány üzlet, étterem, postahivatal, bankfiók, illetve vámmentes bolt is működik a repülőtér területén.

## Földi közlekedés
A repülőtér autóbusszal, személygépkocsival és taxival is megközelíthető.
A járművek számára a terminál mindkét oldala mellett parkolók találhatóak.

### Reptéri transzfer
A kínai szárazföld és Hongkong irányába átszálló utasok számára „két vám, egy ellenőrzőpont” szolgáltatás működik. Az utasok közvetlen reptéri transzferjárattal a makaói vámhivatal kikerülésével is eljuthatnak a Makaói Kompterminálhoz vagy a Taipa Ideiglenes Kompterminálhoz.

### Autóbusz
A Makaói-félsziget, Taipa, Cotai és Coloane irányába:
- Transmac: 26-os és AP1-es járatok
- T.C.M.: N2-es járat
- Reolian: 36-os, MT1-es és MT2-es járatok

### Nemzetközi buszjárat
A reptérről induló nemzetközi buszjárattal Kína szárazföldi városaiba (Huatao (Huadao), Kanton, Panjü (Panyu), Tungkuan (Dongguan), Kungpej (Gongbei)i határátkelőhely, Hengcsin (Hengqin)i határátkelőhely) lehet eljutni. A „két vám, egy ellenőrzőpont” szolgáltatás a Hengcsini határátkelőhelyen is igénybe vehető.

## Reptéri szálloda
Közvetlenül az induló járatok várótermével szemben épült fel a Golden Crown China Hotel, ahol az utasok megszállhatnak.

## Környezeti hatások
Mivel a repülőtér viszonylag távol van a zsúfoltan lakott területektől, a nap 24 órájában működhet. A repülők okozta zaj miatt nem kell hangfogó berendezéseket építeni, azonban a közeli Csuhajban (Zhuhaiban) megnőtt az északi irányba tartó gépek miatti zajszennyeződés. Ennek ellensúlyozására a repülőgépeknek tilos a Csuhaji (Zhuhai-i) légtér egy részét használni.

## Galéria

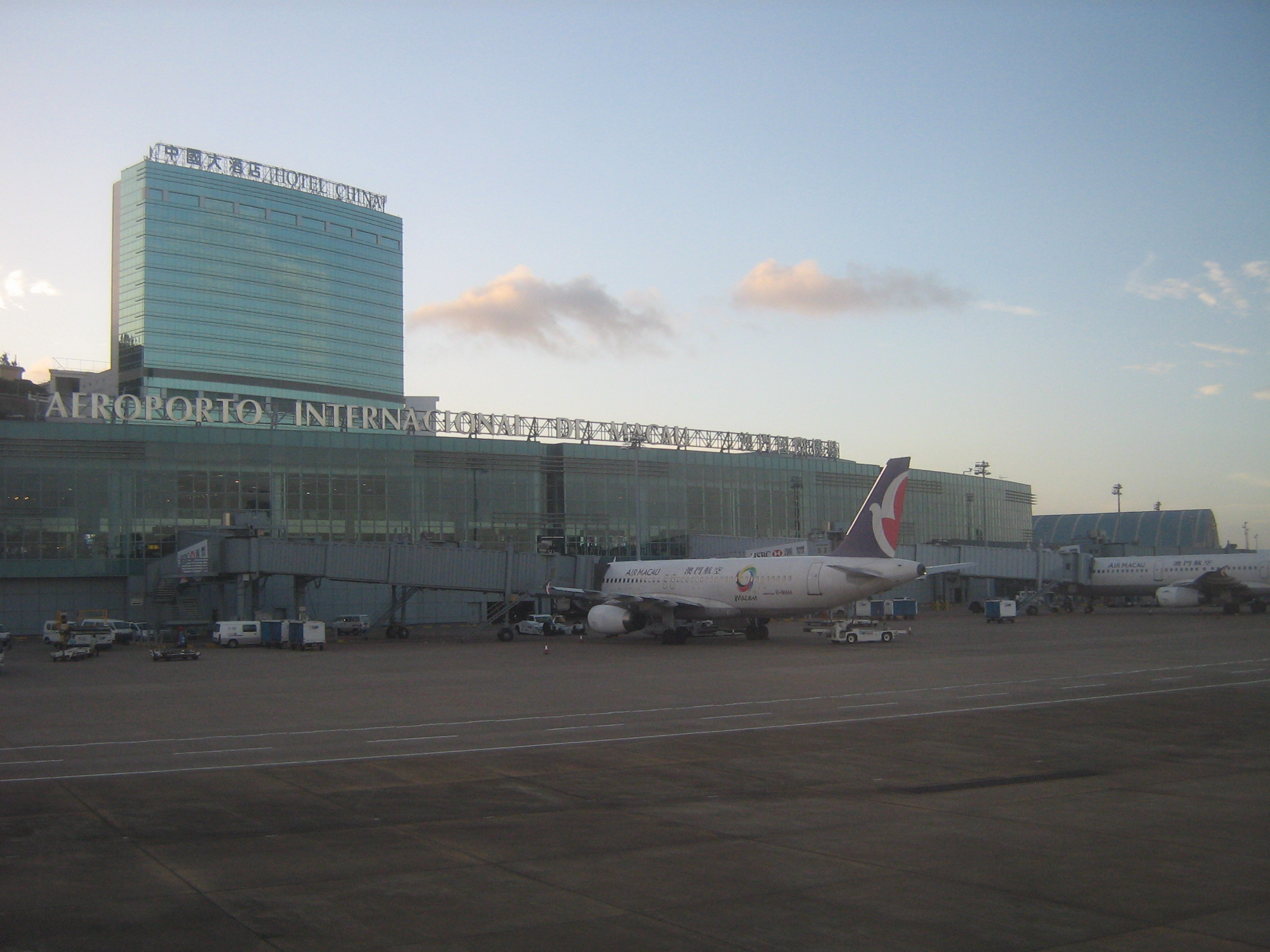
A terminál épülete
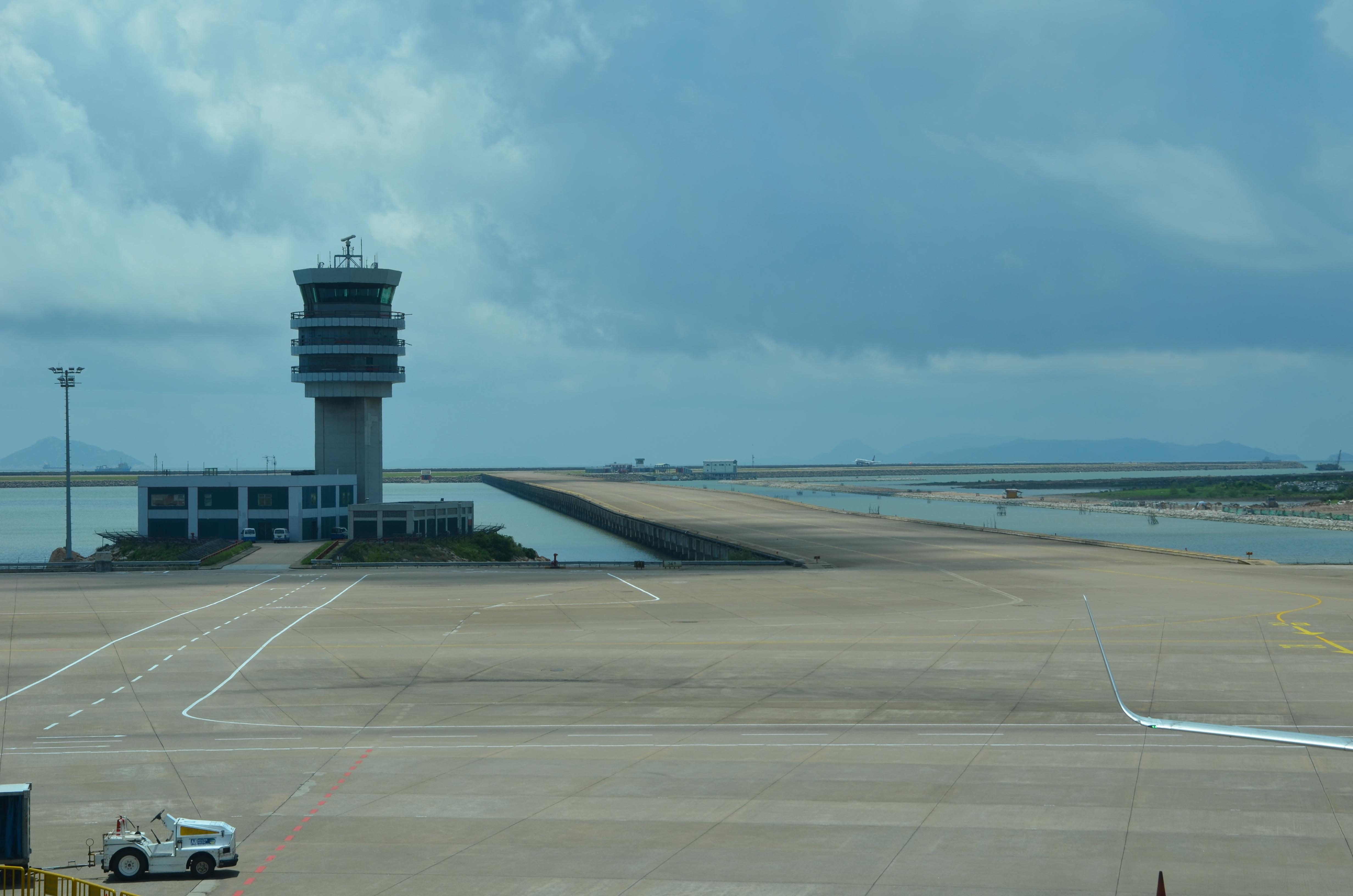
Az irányítótorony háttérben a kifutópályával
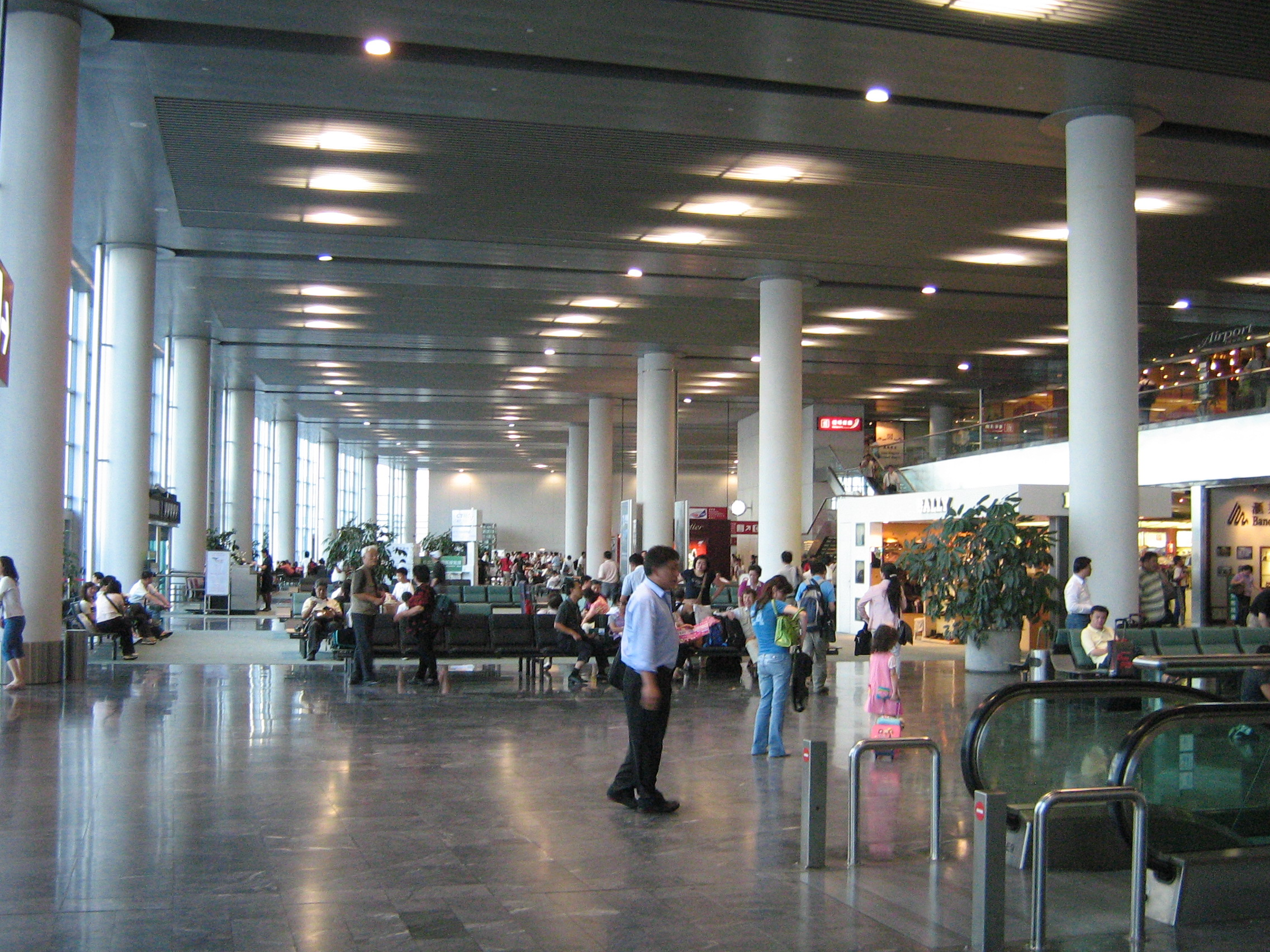
Az egyik váróterem
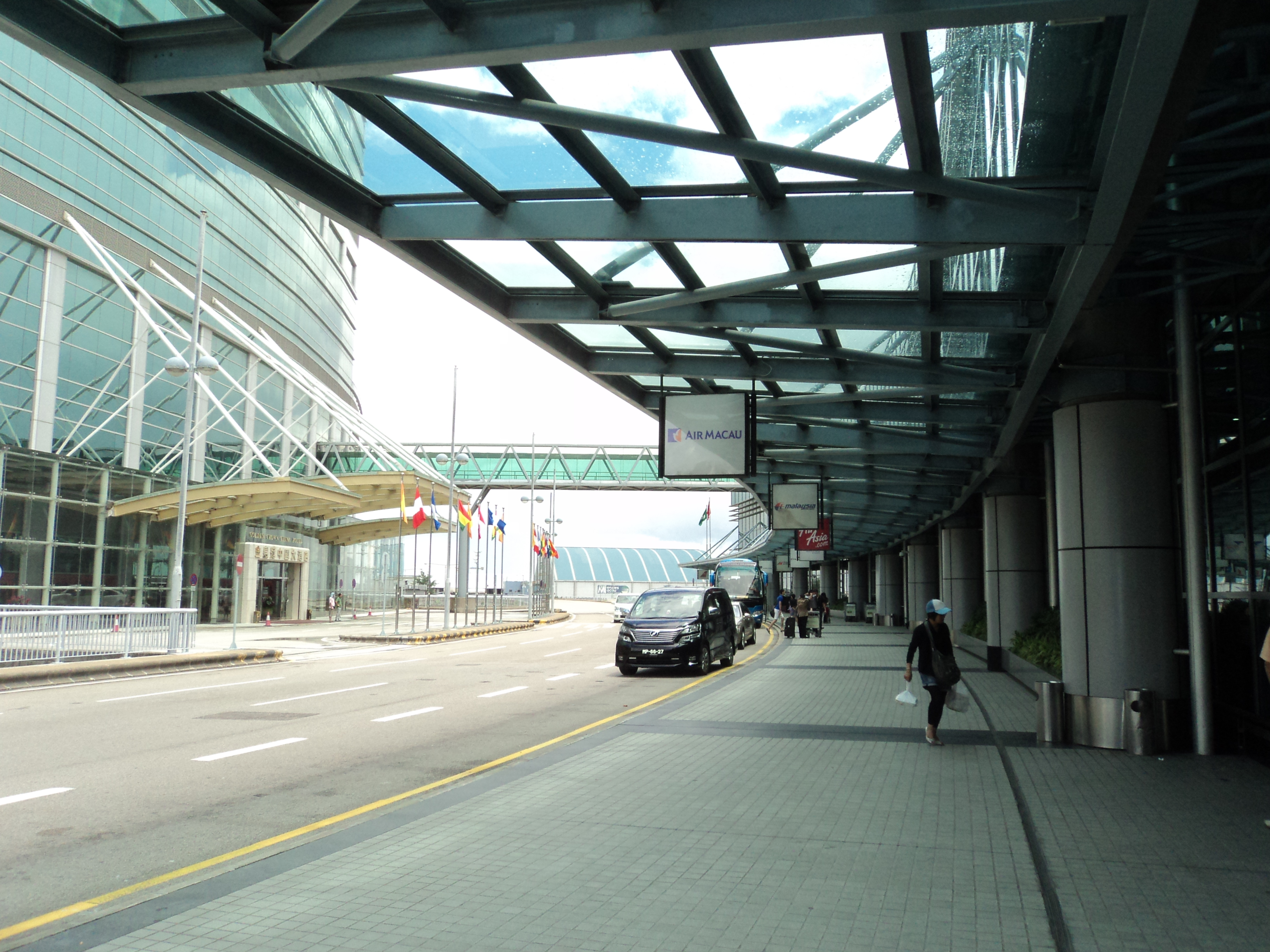
A bejárat és a szemben található reptéri hotel
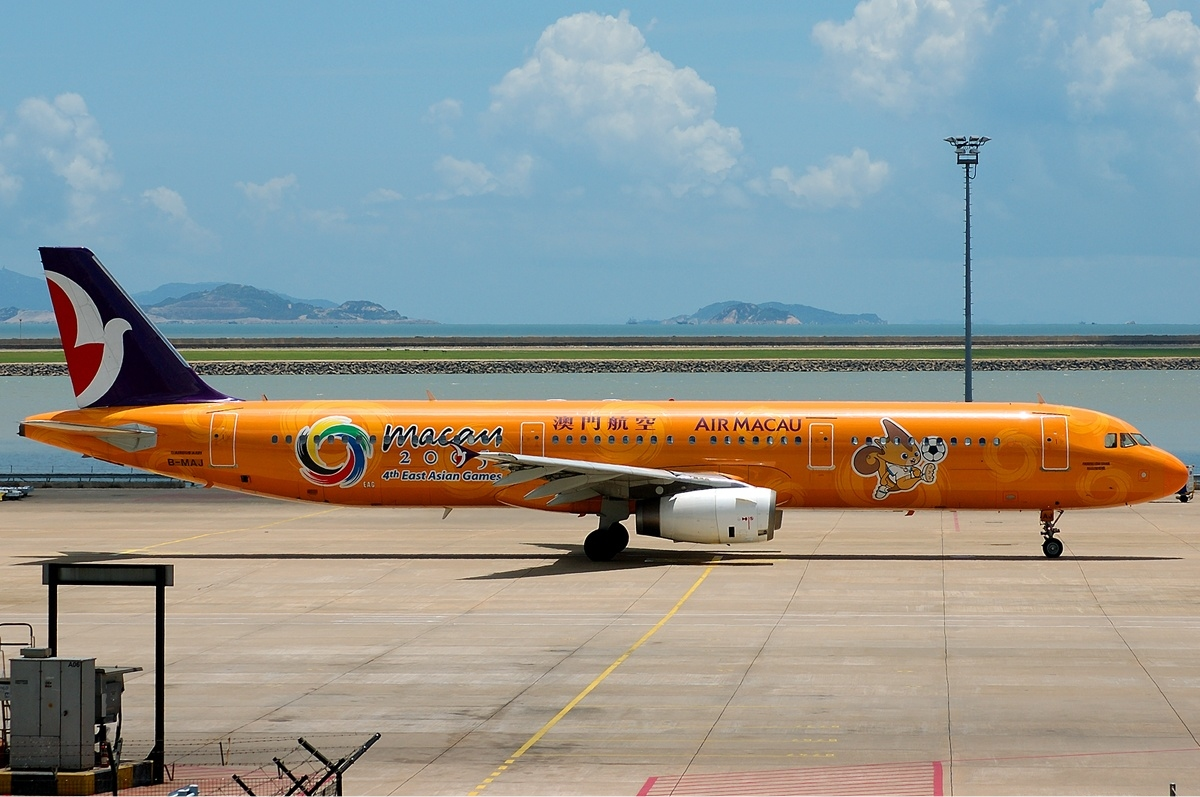
Az Air Macau egyik gépe (Airbus A321)